# Johann Gottlieb Naumann
Johann Gottlieb Naumann (17. dubna 1741 Blasewitz – 23. října 1801 Drážďany) byl německý skladatel a dirigent.

## Život
Johann Gottlieb Naumann se narodil v obci Blasewitz, která je dnes součástí Drážďan. Základní hudební vzdělání získal již na základní škole v Loschwitzu, na níž byl vyučovacím předmětem klavír a varhany. Později studoval na evangelickém gymnáziu Kreuzschule v Drážďanech a byl členem sboru Dresdner Kreuzchor. Jeho učitelem byl Gottfried August Homilius, žák Johanna Sebastiana Bacha. V květnu 1757 odcestoval do Itálie se švédskou houslistkou Anders Wesströmovou. V letech 1759–1763 studoval u Giuseppe Tartiniho v Padově, Giovanni Battisty Martiniho v Bologni a u Johanna Adolpha Hasse v Benátkách.
Jako operní skladatel debutoval v roce 1762 v Teatro San Samuele v Benátkách operou Il Tesoro insidiato. Po úspěchu opery Li creduti spiriti uvedené rovněž v Benátkách a na doporučení Hasseho a Ferrandiniho byl jmenován druhým chrámovým skladatelem (Kirchencompositeur) drážďanského dvora. Následující rok absolvoval společně se svými mladšími kolegy Joseph Schusterem a Franzem Seydelmannem druhou studijní cestu do Itálie. Na jaře 1768 napsal pro italské Palermo své první oratorium La passione di Gesù Cristo a byl přijat do Filharmonické akademie v Bologni. Ve stejném roce byl povolán zpět do Drážďan, aby pro nadcházející svatbu kurfiřta Friedricha Augusta III. zkomponoval operu La clemenza di Tito.
V letech 1772–1774 pobýval znovu v Itálii, kde napsal pět oper pro Benátky a Padovu. V roce 1776 působil jako dvorní kapelník v Drážďanech. V roce 1777 přijal pozvání švédského krále Gustava III., aby spolupracoval na plánech Královské švédské opery a na reformě švédského dvorního orchestru (Kungliga Hovkapellet). Opera Gustav Wasa, kterou v rámci svého pobytu zkomponoval a uvedl na scénu v roce 1786, měla mimořádný úspěch a bývá považována za první švédskou národní operu. Ve stejném roce získal Naumann v Drážďanech velmi výhodnou doživotní smlouvu.
Jako hostující dirigent a operní skladatel působil také v Kodani (1785–1786) a Berlíně (1788–1789). Poté, co se vrátil do Drážďan, se v roce 1792 se oženil s Kateřinu Grodtschilling, dcerou dánského viceadmirála. Měli spolu čtyři děti. Postupně vážně onemocněl, dokonce i ohluchl a byl nucen odejít z operní scény.
Zemřel v Drážďanech 23. října 1801 ve věku 60 let a je pohřben na drážďanském hřbitově Eliasfriedhof,
Johann Gottlieb Naumann byl bratrem malíře Friedricha Gottharda Naumanna, otcem geologa a mineraloga Carla Friedricha Naumanna a dědečkem hudebního skladatele a spisovatele Emila Naumanna.

## Dílo

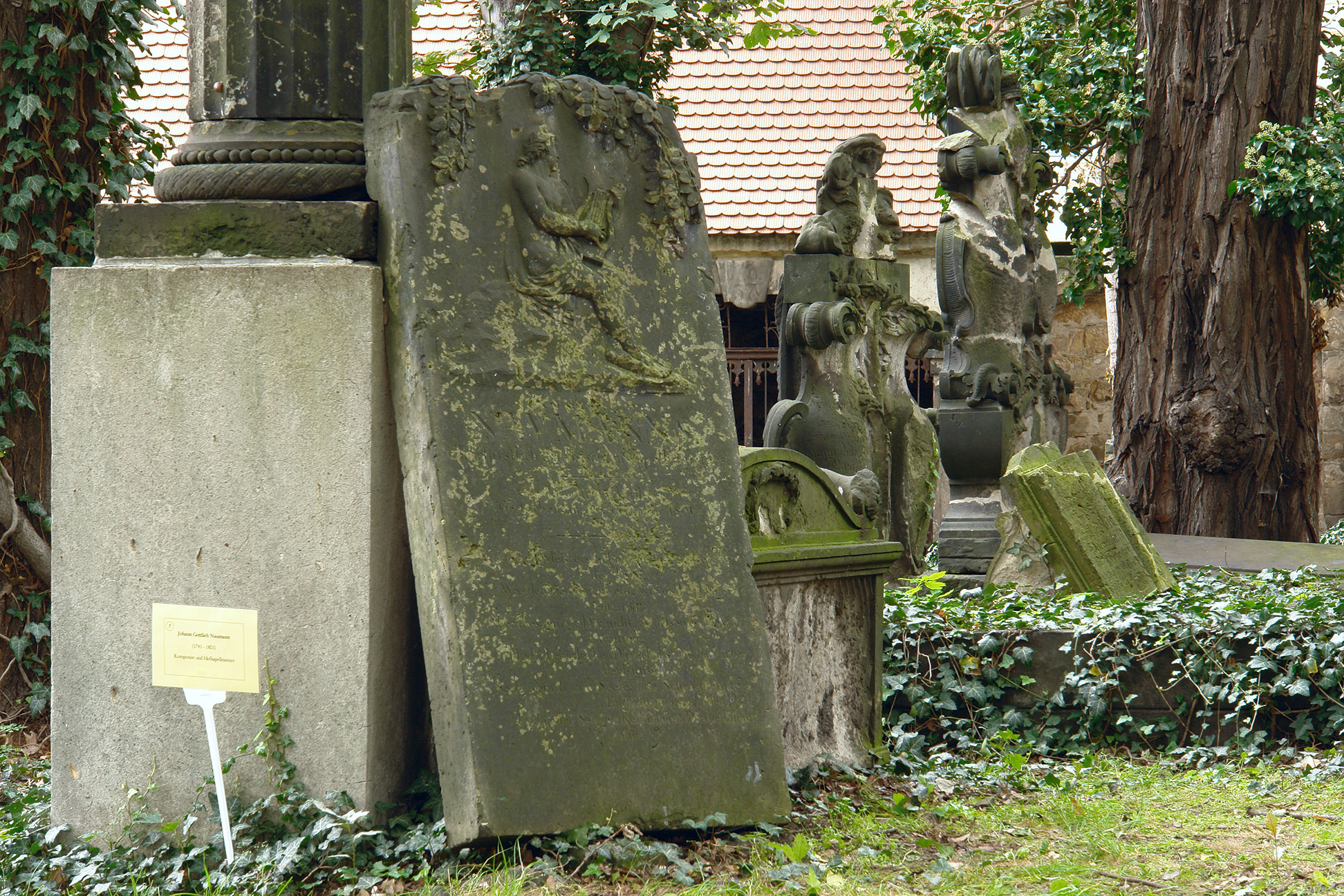
Hrob Johann Gottlieb Naumanna na hřitově Eliasfriedhof v Drážďanech

### Opery
- Il tesoro insidiato, intermezzo (1762, Benátky, Teatro San Samuele)
- Li creduti spiriti, dramma giocoso (libreto Johann Joseph Felix von Kurtz, Giovanni Bertati, 1764, Benátky, Teatro San Cassiano)
- L’Achille in Sciro, dramma per musica (libreto Pietro Metastasio, 1767, Palermo, Teatro Santa Cecilia)
- Alessandro nell’Indie, dramma per musica (libreto Pietro Metastasio, komponováno 1768 pro Teatro San Benedetto, Benátky, neprovedeno)
- La clemenza di Tito, dramma per musica (libreto Pietro Metastasio, 1769, Drážďany, Kleines Kurfürstliches Theater)
- Il vilano geloso, dramma giocoso (libreto Giovanni Bertati, 1770, Drážďany, Kleines Kurfürstliches Theater)
- Solimano, dramma per musica (libreto podle Giovanni Ambrogio Migliavacca, 1773, Benátky, Teatro San Benedetto)
- L’isola disabitata, azione per musica (libreto Metastasio, 1773, Benátky, Teatro particolare)
- Armida, dramma per musica (libreto Giovanni Bertati, 1773, Padova)
- La villanella incostante, dramma giocoso (libreto Giovanni Bertati, 1773, Benátky, Teatro San Moisé, jako Le nozze disturbate, 1774, Drážďany, Kleines Kurfürstliches Theater)
- Ipermestra, dramma per musica (libreto Metastasio, 1774, Benátky, Teatro San Benedetto)
- L’Ipocondriaco, dramma giocoso (libreto Giovanni Bertati, 1776, Drážďany, Kleines Kurfürstliches Theater)
- Amphion, opéra-ballet, (libreto Gudmund Göran Adlerbeth, 1778, Stockholm, Bollhuset)
- Cora och Alonzo, tragédie lyrique (libreto Gudmund Göran Adlerbeth, 1782, Stockholm, k otevření Nové královské opery – Kungliga Operan)
- Elisa, dramma per musica (libreto Caterino Mazzolà, 1781, Drážďany, Kleines Kurfürstliches Theater)
- Osiride, dramma per musica (libreto Caterino Mazzolà, 1781, Drážďany, Kleines Kurfürstliches Theater)
- Tutto per amore, dramma giocoso (libreto Caterino Mazzolà, 1785, Drážďany, Kleines Kurfürstliches Theater)
- Gustaf Wasa, tragédie lyrique (Johan Henric Kellgren podle předlohy krále Gustava III., 1786, Stockholm, Kungliga Operan)
- Orpheus og Eurydike (libreto Charlotta Dorothea Biehl, 1786, Kodaň, Královská opera)
- La reggia d’Imeneo, festa teatrale (libreto Migliavacca, 1787, Drážďany, Kleines Kurfürstliches Theater)
- Medea in Colchide, dramma per musica (Antonio Filistri di Carramondani 1788, Berlín, Königliches Opernhaus)
- Protesilao, dramma per musica (libreto Gaetano Sertor, pouze 2. jednání, 1. jednání komponoval Johann Friedrich Reichardt 1789, Berlin, Königliches Opernhaus, s dokomponovaným 1. jednáním Naumanna tamtéž 1793)
- La dama soldato, dramma giocoso (libreto Caterino Mazzolà, 1791, Drážďany, Kleines Kurfürstliches Theater)
- Amore giustificato, festa teatrale (libreto Caterino Mazzolà, 1792, Drážďany, Kleines Kurfürstliches Theater)
- Aci e Galatea, ossia I ciclopi amanti, dramma giocoso (libreto Giuseppe Foppa, 1801, Drážďany, Kleines Kurfürstliches Theater)

### Latinská chrámová hudba
- 21 úplných mší
- 15 Kyrie
- 13 Gloria
- 14 Credo
- 18 Sanctus
- 17 Agnus Dei
- 20 Ofertorií
- 9 cyklů nešpor
- 18 mariánských antifon a další drobné liturgické skladby

### Oratoria
- La passione di Gesù Cristo (dvě zhudebnění: 1767 a 1787)
- Isacco figura del redentore (1772)
- Sant’Elena al Calvario (1775)
- Giuseppe riconosciuto (1777)
- Il ritorno del figliolo prodigo (1785)
- La morte d’Abel (1790)
- Davide in Terebinto (1794)
- I pellegrini al sepolcro di Nostro Signore (1798)
- La Betulia liberata (libreto Metastasio, vydáno posmrtně, 1805)
- Joseph reconnu de ses frères

### Německá chrámová hudba
- Der 96. Psalm (1779)
- Zeit und Ewigkeit (1783)
- Unsere Brüder (1785)
- Der 103. Psalm, Lobe den Herrn, meine Seele (1790) für Soli, Chor und Orchester. Berliner Chormusik-Verlag/Edition Musica Rinata, 2014
- Gottes Wege (1794)
- Der 111. Psalm (1796)
- „Um Erden wandeln Monde“, mit Vater unser (1799?), ed. 1823

#### Světská vokální hudba
- cca 20 kantát
- Freymaurerlieder mit neuen Melodien
- Liedern beim Klavier zu singen
- Die Ideale von Schiller und Naumann nicht für Viele
- Cantatina an die Tonkunst
- jednotlivé árie, dueta, terceta a sbory

### Instrumentální hudba (výběr)
- 2 svazky šesti sonát pro skleněnou harmoniku (1785 a 1790)
- 6 divertiment pro dvoje housle a violu
- 2 tria pro dvoje housle a violoncello
- Koncert pro cembalo, dvoje housle, dva hoboje, dva lesní roky, violu da gamba a kontrabas.
- 4 sonáty pro cembalo
- Koncert B-dur pro dva klavíry
- Six Quatuors pour le Clavecin ou Piano Forte avec l’Accompagnement d’une Flute, Violon et Basse
- Preludium a fuga D-dur pro varhany
- Preludium a fuga B-dur pro varhany
- Trois Sonates pour le orgue
- Divertimento Es-Dur pro varhany
- Tre pezzi a gusto italiano per la organa
- Švédská suita pro varhany
- Trois Sonates pour le clarinettino d’amore et orgue